# Plottes
Plottes település Franciaországban, Saône-et-Loire megyében. Lakosainak száma 554 fő (2022. január 1.). Plottes Le Villars, Chardonnay, Farges-lès-Mâcon, Ozenay, Tournus és Uchizy községekkel határos.

## Népesség
A település népességének változása:
| Lakosok száma | 593  | 556  | 544  | 534  | 529  | 525  | 535  | 544  | 554  |
|               | 2013 | 2015 | 2016 | 2017 | 2018 | 2019 | 2020 | 2021 | 2022 |